# 無料配布MD
『無料配布MD』は、告知なしで2001年10月1日に劇薬レコードによってゲリラ配布されたMERRYの最初のシングル。MDのジャケットには黒地の紙に白文字で縦書きに「メリー」と書かれていて、ーの右下に小さく横書きで「です」と書かれている（「メリーです」ということである）。MDはクリアブルーやクリアイエローなど数種類あった。歌詞の書かれたポストカードには縦書きで歌詞が印刷されているが、上半分に2曲目の路地裏哀歌の歌詞、下半分に1曲目のビニ本二丁目八千代館の歌詞が掲載されている。表面には赤地に黒で羊の絵がプリントされており、羊の下に横書きで「メリー」と書かれている。MDとポストカードが共に透明のビニール袋に袋詰めされて全国3都市のCDショップで無料配布された。全数シリアルナンバー入り。正式なタイトルは付けられていないが、MERRY公式サイトでの表記に基づき、本項でも便宜上このタイトルを用いることとする。

## 概要
東京、名古屋、仙台にあるCDショップに、1店舗につき40枚ほど、総計500枚を置かせてもらい、無料で配布した。その際にPOPや広告など、バンドの告知は一切しなかった。LIVE活動を始める前の導火線的意味を込めての作戦だったため、録音時にはまだメンバーの健一が加入しておらず、彼は録音に携わっていない。貴重な4人のメリーの音源である（ちなみに袋詰めはメンバー5人の手作業で行われた）。当時、持ち歌は『ビニ本二丁目八千代館』や『スカル』のような曲しかなく、その中から2曲を選んでレコーディングする予定だったが、「ガラの歌声が引き立つような歌モノもやったほうがいいんじゃないか」という外部からのアドバイスもあり、急遽『路地裏哀歌』が作られた。

## 収録曲
1. ビニ本二丁目八千代館（ビニぼんにちょうめやちよかん）
  - 作詞：ガラ / 作曲：結生、美子

メリーの最初期に作られた曲。曲の一番最初に「劇薬中学2年A組」と言うものが無料配布MDのバージョンである。ひたすらヘヴィでダークな曲調とエロス漂う歌詞は、結成当初のメリーそのものを表現している。作曲クレジットに美子（よしこ）が加わっているのは、結生がこの曲を作った時に行き詰ってしまい、実家で母親にアドバイスを受けながら完成させた経緯があるためである　[2]。
2. 路地裏哀歌（ろじうらエレジー）
  - 作詞：ガラ / 作曲：メリー

最初にラジオノイズのような音質でギターとヴォーカルのみでサビが少し流れるものが無料配布MDのバージョンである。イントロ部分のメロディラインをガラがギターで形を作り、それを基に健一を除くメンバーで曲にした。こちらはメリーのいわゆるレトロックの原点になった曲である。